# Małe kobietki
Małe kobietki (ang. Little Women) – amerykańska powieść autorstwa Louisy May Alcott, wydana po raz pierwszy w roku 1868. W Polsce ukazała się kilkakrotnie, po raz pierwszy w roku 1876.
Autobiograficzna książka Louisy May Alcott, opowieść o dorastaniu czterech sióstr March, została napisana przez autorkę na kanwie własnych przeżyć autorki i jej sióstr. Powieść odniosła sukces wydawniczy i uznanie krytyki.

## Fabuła
Stany Zjednoczone w czasie wojny secesyjnej, lata 60. XIX wieku. Ojciec rodziny Marchów walczy na froncie, pod jego nieobecność głową rodziny zostaje jego żona, matka czterech dorastających córek. Kobieta swymi poglądami wyprzedza epokę, uczy dziewczynek samodzielności i wpaja im ideały wolności.

## Kontynuacje
W kolejnych latach Louisa May Alcott napisała dalsze części cyklu:
- Dobre żony / Małe kobietki cz. 2 (Good Wives)
- Mali mężczyźni (Little Men)
- Chłopcy Jo (Jo’s Boys, and how they turned out)

Ponadto w 2005 r. wydany został spin-off Małych kobietek – powieść Geraldine Brooks zatytułowana March.

## Ekranizacje
Powieść była wielokrotnie ekranizowana:
- Małe kobietki – film z 1918 roku, reż. Harley Knoles
- Małe kobietki – film z 1933 roku, reż. George Cukor
- Małe kobietki – film z 1946 roku, reż. Ernest Colling
- Małe kobietki – film z 1949 roku, reż. Mervyn LeRoy
- Małe kobietki – film z 1958 roku, reż. William Corrigan
- Małe kobietki – film z 1978 roku, reż. David Lowell Rich
- Małe kobietki – serial anime z 1981 roku, reż. Kazuya Miyazaki
- Tales of Little Women – serial anime z 1987 roku, reż. Fumio Kurokawa
- Małe kobietki – film z 1994 roku, reż. Gillian Armstrong
- Małe kobietki – film z 2019 roku, reż. Greta Gerwig